# Thomas Baldauf
Thomas Baldauf (* 26. August 2003) ist ein österreichischer Fußballspieler.

## Karriere
Baldauf begann seine Karriere beim FC Rot-Weiß Rankweil. Zur Saison 2017/18 wechselte er in die AKA Vorarlberg. Zur Saison 2021/22 wechselte er zum Bundesligisten SCR Altach, bei dem er einen bis Juni 2023 laufenden Vertrag erhielt. Die Altacher verliehen ihn allerdings direkt an den Zweitligisten FC Dornbirn 1913.
Sein Debüt in der 2. Liga gab er im Juli 2021, als er am zweiten Spieltag jener Saison gegen den SKU Amstetten in der Halbzeitpause für Marcel Krnjic eingewechselt wurde. Bis zum Ende der Leihe kam er zu neun Zweitligaeinsätzen für Dornbirn. Zur Saison 2022/23 kehrte er nach Altach zurück. Dort gehörte er zwar zum Profikader, er kam aber ausschließlich für die Amateure in der Eliteliga zum Einsatz. Ende September 2022 löste Baldauf seinen Vertrag in Altach auf und beendete seine Profikarriere, um sich einem Studium zu widmen.
Im Jänner 2023 kehrte er anschließend zum drittklassigen Rot-Weiß Rankweil zurück, wo er seine Karriere einst begonnen hatte.